# Gál István (piarista szerzetes)
Gál István (Füzesabony, 1913. február 8. – 2001. április 25.) piarista szerzetespap, tanár.

## Élete
Gál István vasúti munkás és Tóth Verona gyermeke. Az egri ciszterci gimnáziumban tett érettségi vizsga után 1931. augusztus 27-én jelentkezett a Piarista Rendbe. 1932-1938 között végezte teológiai és történelem-latin szakos tanári tanulmányait, történelemből 1939-ben doktorált. 1935. szeptember 15-én tett ünnepélyes fogadalmat, 1938. június 12-én szentelték pappá. Egyéves kecskeméti beosztás után a budapesti Piarista Gimnázium tanára lett 1979-ig, nyugdíjba vonulásáig.
Következetes, kemény, de ugyanakkor melegszívű emberségével generációkat nevelt magyarságtudatra, a hazához való hűségre. Történelemórái a legnehezebb időkben is az igazság kimondásának alkalmai voltak, mélyen megérintve formálták diákjai lelkét és hitét. Volt tanítványa, Antall József miniszterelnök 1993. március 15-én a Magyar Köztársasági Érdemrend tisztikeresztjével tüntette ki elkötelezett nemzeti pedagógusi munkájának elismeréseként.
Az egyházi iskolák államosításának idején, 1948-tól rendszeresen kisegített a budavári Mátyás-templomban, odaadó lelkipásztori szolgálatot végezve ötven éven keresztül, egészen 1999-ig. Részt vett a templom Egyházművészeti Gyűjteményének létrehozásában, majd 1964 után a kiállítás igazgatója volt. Idős korában, nehézségek árán is kitartott a vasárnap déli szentmise és prédikáció vállalásában, a hívek nagy lelki és hazafias erősítésére.
1998. június 12-én elmondhatta 60 éves papi jubileumi szentmiséjét szülővárosában, majd a Mátyás-templomban is. Erői megfogyatkozásának idején alázattal és szelídséggel fogadta rendtársai, rokonai és volt tanítványai gondoskodó szeretet-szolgálatát. Amikor látása meggyengült és már nem tudott olvasni, hosszú hónapokon keresztül, egész az utolsó napokig nagyon sokat imádkozott mindazokért, akiknek sorsát figyelemmel kísérhette.

## Műve
- A Kalocsai Piarista Kollégium története (1765–1860) [archivált változat] (pdf), Palaestra Calasanctiana, Budapest: Élet (1938). Hozzáférés ideje: 2020. október 18. [archiválás ideje: 2020. október 21.]